# サッカーアゾレス諸島代表
サッカーアゾレス諸島代表（サッカーアゾレスしょとうだいひょう、英語: Selezione di calcio delle Azzorre,イタリア語: Selezione di calcio delle Azzorre）は、アゾレス諸島（北大西洋上にあるポルトガル領の諸島）におけるサッカーのナショナルチームである。アゾレス諸島代表は、FIFA及びCAFに加盟していないので、FIFAワールドカップやアフリカネイションズカップに出場する事は出来ない。